# Symphonia gymnoclada
Symphonia gymnoclada là một loài thực vật có hoa trong họ Bứa. Loài này được (Planch. & Triana) Benth. & Hook. f. ex Vesque miêu tả khoa học đầu tiên năm 1892.